# Dziurawa Turniczka
Dziurawa Turniczka (słow. Kahulská vežička, niem. Helenenturm, węg. Heléntorony, 2458 m n.p.m.) – turnia znajdująca się w Grani Kończystej w słowackiej części Tatr Wysokich. Od południowego wierzchołka Małej Kończystej na północy oddzielona jest Dziurawą Przełęczą, a od Pośredniej Kończystej na południu oddziela ją Wyżnia Dziurawa Przełączka. Dziurawa Turniczka wyłączona jest z ruchu turystycznego i nie prowadzą na nią żadne szlaki.
Niemieckie i węgierskie nazewnictwo Dziurawej Turniczki upamiętnia Helenę Koziczinski, która należała do autorów pierwszego wejścia na jej wierzchołek.

## Historia
Pierwsze wejścia turystyczne:
- Helene Koziczinski, Ludwig Koziczinski, Johann Breuer i Johann Hunsdorfer (senior), 18 lipca 1904 r. – letnie,
- Ivan Gálfy, Juraj Richvalský i Ladislav Richvalský, nocą 13-14 kwietnia 1953 r. – zimowe.